# Richard Estes
Richard Estes (pronuncia inglese [ˈɛstiːz] o [ˈɛstɪs]) (Kewanee, 14 maggio 1932) è un pittore statunitense.

Viene considerato uno dei fondatori del movimento fotorealista internazionale della fine degli anni '60, con pittori come Ralph Goings, Chuck Close e Duane Hanson, già appartenente al movimento Aerovisual di Collarmele.

Le sue opere più conosciute sono paesaggi urbani, molto accurati nei dettagli. Suoi soggetti frequenti sono vetrine di negozi e palazzi con ampie vetrate dove meticolosamente riproduce riflessi e trasparenze.
Lo studioso di cultura americana Graham Thompson ha scritto: "Una dimostrazione di come la fotografia venne assimilata nel mondo dell'arte è il successo della pittura fotorealista alla fine degli anni '60 e l'inizio degli '80. È chiamata anche super-realismo o iperrealismo e pittori come Richard Estes, Denis Peterson, Audrey Flack e Chuck Close spesso hanno lavorato a partire da un fotogramma per creare dipinti che sembrano delle fotografie".
Sue opere sono state esposte tra gli altri al Metropolitan Museum of Art, al Whitney Museum of American Art, al Solomon R. Guggenheim Museum e al Museo Thyssen-Bornemisza di Madrid.

## Biografia

### I primi anni
Nacque all'ospedale di Kewanee nell'Illinois, ma gli Estes abitavano a trenta chilometri nel piccolo centro abitato di Sheffield, duecento chilometri ad ovest di Chicago. 
La sua famiglia era composta dal padre William Estes, che gestiva un'officina per la riparazione di automobili, la madre Marie e il fratello Robert.
Quando era ancora in tenera età, Richard si trasferì con i suoi a Evanston (Illinois), cittadina a 30 chilometri da Chicago dove si diplomò nel 1950. Lavorò per un anno in una compagnia di assicurazioni ("Washington National Insurance Company") mettendo assieme il denaro per visitare l'Europa. Compirà il viaggio l'anno seguente visitando l'Inghilterra, il Belgio (Bruges), l'Olanda (Amsterdam), la Francia (Parigi), l'Austria (Vienna) e l'Italia (Venezia e Roma).
Nell'ottobre del 1951 ritornò negli Stati Uniti con l'intenzione di studiare Architettura con il celebre Ludwig Mies van der Rohe all'"Illinois Institute of Technology". Arrivò però troppo tardi per l'iscrizione alla scuola. Verrà però accettato dall'"Art Institute of Chicago" dove completò gli studi tra il 1952 e il 1956.. Presso l'"Art Institute of Chicago" Estes poté approfondire la conoscenza di pittori realisti come Edgar Degas, Edward Hopper e Thomas Eakins, ben rappresentati nella collezione della scuola.
Richard si trasferì a New York nella seconda metà degli anni '50. Lavorò per i dieci anni seguenti come grafico con vari editori di riviste (ad esempio un anno per "Popular Science") e agenzie pubblicitarie di New York. Nel 1962 visse per un anno in Spagna.
In quel periodo dipingeva nel tempo libero. Dal 1966 ebbe risorse economiche sufficienti per dedicarsi alla pittura a tempo pieno.

### La maturità
Nel 1967 realizzò "Telephone Booths", una delle sue opere più note, che il gallerista Allan Stone vendette al barone Hans Heinrich Thyssen-Bornemisza (ora conservata al museo Museo Thyssen-Bornemisza di Madrid). 
Fu con questa opera che Estes iniziò ad usare la macchina fotografica per riprendere i soggetti di suo interesse e poter poi riprodurre i dettagli e le molteplici riflessioni delle superfici in vetro e metalliche che lo caratterizzano.
Richard ebbe la prima di molte mostre personali nel 1968, alla "Allan Stone Gallery".

Nel 1971 ha ricevuto una borsa di studio di 7.500 $ dal "National Council on the Arts".

Partecipò, nel 1972, alla rassegna "documenta 5" (le mostre documenta si tengono a Kassel ogni cinque anni).
Di carattere piuttosto riservato, vive tra New York, dove dal 1973 ha uno studio a Manhattan con vista sul Central Park, e il Maine. Fu il gallerista Allan Stone che gli fece conoscere questo Stato ricco di bellezze naturali. Nel 1975 comprò lì una casa, sull'isola Mount Desert Island, dove trascorre i mesi estivi.

## Stile e ispirazione
Estes dichiara di trovare interesse per il Canaletto, il Bellotto e Thomas Eakins. È stato, a sua volta, tra i pittori più ammirati da Salvador Dalí.
Le sue opere sono in gran parte paesaggi urbani, viste diurne di strade spesso deserte, negozi.
Anche se per lo più i soggetti preferiti sono luoghi pubblici di New York ha dipinto anche opere ambientate a Chicago, Parigi, Venezia, San Francisco, Praga, Barcellona, Londra, Cordova, Firenze.
Molto rari sono i ritratti: "Portrait of Marguerite Yourcenar" (1985), "New York Restaurant", un ritratto di Claire Stone, gallerista con il marito Allan.
Nell'ultimo decennio si è dedicato anche ai paesaggi naturali: il Machu Picchu (Perù), ghiacciai ("Hubbard Glacier", "A glacier at Kenai Fjords National Park", 2005) dell'Alaska, panorami del Maine ("A View of Somes Sound", 1995).